# کامنیتسه (ناحیه ییهلاوا)
کامنیتسه (به چکی: Kamenice) یک منطقهٔ مسکونی در جمهوری چک است که در ناحیه ییهلاوا واقع شده‌است. کامنیتسه ۳۴٫۰۳ کیلومتر مربع مساحت و ۱٬۹۲۱ نفر جمعیت دارد و ۵۱۰ متر بالاتر از سطح دریا واقع شده‌است.